# Костін Володимир Володимирович
Костін Володимир Володимирович (нар. 27 травня 1942, Комсомольськ-на-Амурі) —  український художник; член Національної спілки художників України з 2000 року. Лауреат 3-ї премії Всеукраїнської виставки пейзажу «Меморіал Архипа Куїнджі». Син скульпторів Володимира Костіна та Клавдії Водоп'янової, батько художниці Олени Костіної.

## Біографія
Народився 27 травня 1942 року у місті Комсомольську-на-Амурі (тепер Росія). 1962 року закінчив Московську середню школу при Інституті імені Василя Сурикова (викладачі М. Андріяка, М. Кузнецов, К. Молчанов).
Впродовж 1966–2000 років (з перервою) працював у Донецьку на художньо-виробничому комбінаті; у 1967–1971 роках викладав композицію малюнку та живопис у дитячій художній школі.

## Творчість
Працює у галузі станкового живопису. Автор творів:
- «Рідна земля» (1977);
- «Донецьк уранці» (1980);
- «Присмерки» (1988), «На фермі» (1996);
- «Українська зима» (1996);
- «Зима у Донецьку» (2000);
- триптих «Золоті килими Вітчизни» (2001–2004);
- «Літо у Донецьку» (2004);
- «Фермер Павло Яровий» (2008);
- «Творчість» (2010);
- «Власівна» (2011);
- «Художниця Олена Костіна» (2012).

Учасник всеукраїнських та обласних виставок з 1978 року. Персональна пройшла у Донецьку у 2012 році. Ініціатор і організатор посмертної виставки художника Донеччини Івана Пархоменка.
Деякі картини зберігаються у Донецькому краєзнавчому музеї.